# Diego Pons
Diego Pons (nascut a Montevideo) va ser un empresari, polític i economista uruguaià pertanyent al Partit Colorado. Va donar suport a la presidència de José Batlle y Ordóñez, i va obtenir càrrecs importants durant el seu govern.
Va ser propietari de nombroses finques a Montevideo i Canelones, on es va dedicar a la viticultura. El 1888 va fundar la Granja Pons, dedicada a la criança de vins d'alta qualitat. Com home de negocis, va treballar al costat d'Harriague, Vidiella, Varzi i Portal.
Així mateix va participar en la fundació del Banc de la República Oriental de l'Uruguai (BROU).